# Sven Koch (Nordischer Kombinierer)
Sven Koch (* 3. Dezember 1973) ist ein ehemaliger deutscher Nordischer Kombinierer.
Koch, der für den SC Motor Zella-Mehlis startete, gab am 10. Januar 1995 im Val di Fiemme sein Debüt im Weltcup der Nordischen Kombination. Bereits in seinem ersten Wettkampf gewann er dabei mit dem 12. Platz erste Weltcup-Punkte. Bei der kurz darauf stattfindenden Nordischen Skiweltmeisterschaft 1995 in Thunder Bay erreichte er mit der Mannschaft im Teamwettkampf den sechsten Platz. Die Saison 1994/95 beendete er auf dem 30. Platz der Weltcup-Gesamtwertung. Nach drei Jahren Pause im Weltcup und einem Einsatz bei einem B-Weltcup-Rennen in Eisenerz, welches er gewinnen konnte, startete er ab November 1998 erneut im Weltcup. Trotz guter Ergebnisse und regelmäßigem Punktegewinn konnte er die Platzierung aus der Saison 1994/95 nicht mehr erreichen. Seine besten Einzelplatzierungen waren mehrere 15. Plätze. Zudem wurde Koch für die Weltmeisterschaften 1999 nominiert, wo er im Einzelwettkampf den 44. Platz belegte. Nach der Saison 1999/2000 beendete er seine aktive Karriere. Zum Saisonabschluss in St. Moritz erreichte er dabei mit dem Team den vierten Platz und verpasste so nur knapp eine Platzierung auf dem Podest.